# 森本望美
森本 望美（もりもと のぞみ、1991年3月4日 - ）は、日本の元アイドル、元タレント、元グラビアアイドル。演劇ユニット「Girl〈s〉ACTRY」の元メンバー。
兵庫県出身。元ホリプロ所属。

## 略歴
血液型AB型、身長152cm、靴22cm、バスト77cm。趣味はアニメ鑑賞、ゲーム。特技はペンギンの名前を全種類覚えること。東京アナウンス学院卒。
2014年3月30日、Girl〈s〉ACTRYの4周年記念イベントを最後に、芸能界を引退した。

## 出演

### テレビ
- G.A.T.〜ガールズアクトタイム〜（2010年6月7日 - 7月5日）
- G.A.deys〜ジー・エー・デイズ〜（2010年7月12日 - 9月27日）
- 世界笑える!ジャーナル（TBSテレビ）

### 舞台
- Girl〈s〉ACTRY旗揚げ公演「SCHOOL DAYS」（2010年3月30日、笹塚ファクトリー）
  - 第2回公演「SUMMER DAYS」（2010年7月17日、新宿シアターモリエール）
  - 第3回公演「Select Days」（2011年8月20日 - 21日、渋谷シアターD）
  - 第4回公演「Secret Days」（2012年8月29日、Mt.RAINIER HALL SHIBUYA PLEASURE PLEASURE）
  - 第5回公演「Singing Days」（2013年10月19日、STUDIO Dee）
- アリスインプロジェクト×企画演劇集団ボクラ団義「ハイスクールミレニアム」（2011年12月13日 - 18日、池袋シアターKASSAI） - 菊永唯 役（ダブルキャスト、月組）
- 美少女コメディ倶楽部 第1回公演「入学金無料! 授業料無料! 私立グリグリ学園」（2012年5月4日 - 6日、新宿文化センター　小ホール） - のぞみ 役

### アニメ
- 鬼神伝（2011年4月29日公開） - 女子高生 役

### その他
- ヒミツの関係〜先生は同居人〜（携帯電話BeeTV）
- ホリプロ50周年イベント「サマーパーティー」（2010年8月24日、赤坂BLITZ。BS-TBS開局10周年記念「アイドル50人大集合!!」）